# Guyanamiersluiper
De Guyanamiersluiper (Myrmotherula surinamensis) is een zangvogel uit de familie Thamnophilidae (miervogels).

## Verspreiding en leefgebied
Deze soort komt voor van zuidelijk Venezuela tot de Guyana's en amazonisch noordelijk Brazilië.

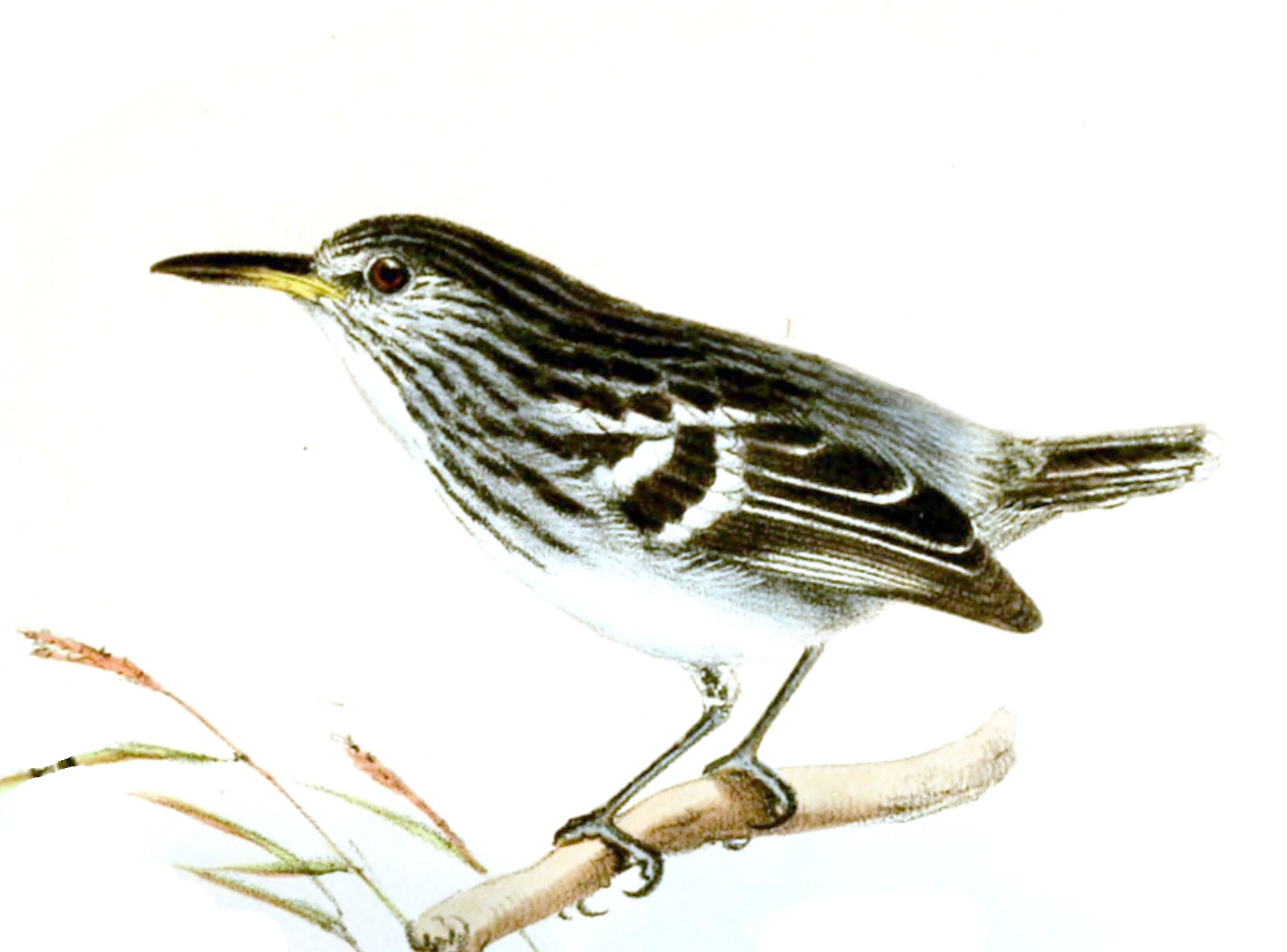

## Status
De grootte van de populatie is niet gekwantificeerd maar de soort wordt omschreven als schaars tot vrij algemeen. Op de Rode lijst van de IUCN heeft deze soort de status niet bedreigd.